# Шаретт, Эрве де
Эрве де Шаретт (фр. Hervé de Charette), (род. 30 июля 1938) — французский политический деятель консервативного толка.
Депутат от Мэн-э-Луар, он занимал центристские позиции в Союзе за Французскую Демократию (Union pour la démocratie française или UDF). Он был министром жилищного строительства в кабинете Эдуара Балладюра с 1993 по 1995 год. Министр иностранных дел в кабинете Алена Жюппе с 1995 по 1997 год. В 2002 году он присоединился к Союзу за Народное Движения (Union pour un mouvement populaire или UMP).